# Iksora
Iksora (lat. Ixora), veliki rod vazdazelenih grmova i drveća iz porodice Rubiaceae u suptropskim i tropskim područjima Amerike, Afrike, Azije i u Australiji. Postoji preko 560 priznatih vrsta.
Rod je smješten u vlastiti tribus Ixoreae, dio potporodice Ixoroideae.

## Vrste
1. Ixora accedens Valeton
2. Ixora aciculiflora Bremek.
3. Ixora acuminatissima Müll.Arg.
4. Ixora acuticauda Bremek.
5. Ixora aegialodes Bremek.
6. Ixora agasthyamalayana Sivad. & N.Mohanan
7. Ixora aggregata Hutch.
8. Ixora agostiniana Steyerm.
9. Ixora akkeringae (Teijsm. & Binn.) Valeton ex Bremek.
10. Ixora alba L.
11. Ixora albersii K.Schum.
12. Ixora alejandroi Banag & Tandang
13. Ixora aluminicola Steyerm.
14. Ixora amapaensis Steyerm.
15. Ixora amherstiensis Bremek.
16. Ixora amplexicaulis Gillespie
17. Ixora amplexifolia K.Schum. & Lauterb.
18. Ixora amplifolia A.Gray
19. Ixora andamanensis Bremek.
20. Ixora aneimenodesma K.Schum.
21. Ixora aneityensis Guillaumin
22. Ixora angustilimba Merr.
23. Ixora aoupinieensis Hoang & Mouly
24. Ixora araguaiensis Delprete
25. Ixora archboldii Bremek.
26. Ixora arestantha A.C.Sm.
27. Ixora asme Guillaumin
28. Ixora athroantha Bremek.
29. Ixora auricularis Chun & How ex W.Ko
30. Ixora auriculata Elmer
31. Ixora aurorea Ridl.
32. Ixora backeri Bremek.
33. Ixora bahiensis Benth.
34. Ixora baileyana Bridson & L.G.Adams
35. Ixora balakrishnii Deb & Rout
36. Ixora balansae Pit.
37. Ixora baldwinii Keay
38. Ixora balinensis Bremek.
39. Ixora bancana Bremek.
40. Ixora banjoana K.Krause
41. Ixora barbata Roxb. ex Sm.
42. Ixora barberae Bremek.
43. Ixora bartlingii Elmer
44. Ixora batesii Wernham
45. Ixora batuensis Bremek.
46. Ixora bauchiensis Hutch. & Dalziel
47. Ixora beckleri Benth.
48. Ixora beddomei T.Husain & S.R.Paul
49. Ixora bemangidiensis Guédès
50. Ixora betongensis Craib
51. Ixora bibracteata Elmer
52. Ixora biflora Fosberg
53. Ixora birmahica Bremek.
54. Ixora blumei Zoll. & Moritzi
55. Ixora borboniae Mouly & B.Bremer
56. Ixora borneensis (Miq.) Boerl.
57. Ixora bougainvilliae Bremek.
58. Ixora brachiata Roxb.
59. Ixora brachyantha Merr.
60. Ixora brachyanthera Bremek.
61. Ixora brachycotyla Bremek.
62. Ixora brachypoda DC.
63. Ixora brachypogon Bremek.
64. Ixora brachyura Bremek.
65. Ixora bracteolaris Müll.Arg.
66. Ixora bracteolata Craib
67. Ixora brandisiana Kurz
68. Ixora brassii S.Moore
69. Ixora brevicaudata Bremek.
70. Ixora brevifolia Benth.
71. Ixora breviloba Bremek.
72. Ixora brevipedunculata Fosberg
73. Ixora brunnescens Kurz
74. Ixora brunonis Wall. ex G.Don
75. Ixora bullata Turrill
76. Ixora burundiensis Bridson
77. Ixora butterwickii Hole
78. Ixora buxina Baill.
79. Ixora cabraliensis Di Maio & Peixoto
80. Ixora calcicola A.C.Sm.
81. Ixora calliantha Bremek.
82. Ixora callithyrsa Bremek.
83. Ixora calycina Thwaites
84. Ixora cambodiana Pit.
85. Ixora capillaris Bremek.
86. Ixora capitulifera Merr.
87. Ixora capituliflora Bremek.
88. Ixora carewii Horne ex Baker
89. Ixora casei Hance
90. Ixora caudata Bremek.
91. Ixora cauliflora Montrouz.
92. Ixora celebica Ridl. ex Bremek.
93. Ixora cephalophora Merr.
94. Ixora ceramensis Bremek.
95. Ixora chakrabortyi Murugan & S.Prabhu
96. Ixora chartacea Elmer
97. Ixora chinensis Lam.
98. Ixora cibdela Craib
99. Ixora cincta Bremek.
100. Ixora clandestina De Block
101. Ixora clarae Mouly & Pisivin
102. Ixora clementium Bremek.
103. Ixora clerodendron Ridl.
104. Ixora coccinea L.
105. Ixora coffeoides Valeton
106. Ixora collina (Montrouz.) Beauvis.
107. Ixora comptonii S.Moore
108. Ixora concinna R.Br. ex Hook.f.
109. Ixora conferta Valeton
110. Ixora confertiflora Merr.
111. Ixora confertior Bremek.
112. Ixora congesta Roxb.
113. Ixora congestiflora Delprete
114. Ixora coralloraphis Bremek.
115. Ixora cordata Merr. & L.M.Perry
116. Ixora cordifolia Valeton
117. Ixora coriifolia Bremek.
118. Ixora coronata A.C.Sm.
119. Ixora cowanii Bremek.
120. Ixora crassifolia Merr.
121. Ixora crassipes Boivin ex De Block
122. Ixora cremixora Drake
123. Ixora cumingiana S.Vidal
124. Ixora cuneata W.Hunter
125. Ixora cuneifolia Roxb.
126. Ixora curtisii Ridl.
127. Ixora cuspidata Ridl.
128. Ixora daemonia Bremek.
129. Ixora davisii Sandwith
130. Ixora decaryi De Block
131. Ixora deciduiflora Bremek.
132. Ixora decus-silvae Bremek.
133. Ixora delicatula Keay
134. Ixora deliensis Bremek.
135. Ixora delpyana Pierre ex Pit.
136. Ixora densiflora Müll.Arg.
137. Ixora densithyrsa De Block
138. Ixora diversifolia R.Br. ex Kurz
139. Ixora djambica Bremek.
140. Ixora dolichophylla K.Schum.
141. Ixora dolichothyrsa Bremek.
142. Ixora dongnaiensis Pierre ex Pit.
143. Ixora doreensis (Scheff.) Valeton
144. Ixora dorgelonis Bremek.
145. Ixora duckei Standl.
146. Ixora dzumacensis Guillaumin
147. Ixora ebracteolata Merr.
148. Ixora effusa Chun & F.C.How
149. Ixora elegans Gillespie
150. Ixora elisae Mouly & Pisivin
151. Ixora elongata B.Heyne ex G.Don
152. Ixora eludens Bremek.
153. Ixora emirnensis Baker
154. Ixora emygdioi Di Maio & Peixoto
155. Ixora endertii Bremek.
156. Ixora engganensis Bremek.
157. Ixora ensifolia Merr. & L.M.Perry
158. Ixora eriantha A.Gray
159. Ixora erythrocarpa K.Schum. & Lauterb.
160. Ixora eugenioides Pierre ex Pit.
161. Ixora euosmia K.Schum.
162. Ixora fallax Bremek.
163. Ixora farinosa Bremek.
164. Ixora faroensis Standl.
165. Ixora fastigiata (R.D.Good) Bremek.
166. Ixora ferrea (Jacq.) Benth.
167. Ixora filiflora Bremek.
168. Ixora filipendula Bremek.
169. Ixora filipes Valeton
170. Ixora filmeri Elmer
171. Ixora finlaysoniana Wall. ex G.Don
172. Ixora flagrans Bremek.
173. Ixora flavescens Pierre ex Pit.
174. Ixora floribunda (A.Rich.) Griseb.
175. Ixora florida S.Moore
176. Ixora foetida (L.f.) Fosberg
177. Ixora foliicalyx Guédès
178. Ixora foliosa Hiern
179. Ixora forbesii Bremek.
180. Ixora fragrans (Hook. & Arn.) A.Gray
181. Ixora francavillana Müll.Arg.
182. Ixora francii Schltr. & K.Krause
183. Ixora fucosa Bremek.
184. Ixora fugiens Bremek.
185. Ixora fulgida Ridl.
186. Ixora fulviflora Bremek.
187. Ixora funckii Wernham
188. Ixora fusca E.T.Geddes
189. Ixora fuscescens Valeton ex Merr.
190. Ixora fuscovenosa De Block
191. Ixora gamblei V.S.Ramach. & V.J.Nair
192. Ixora gardneriana Benth.
193. Ixora gautieri De Block
194. Ixora gibbsiae Bremek.
195. Ixora gigantea Rech.
196. Ixora gigantifolia Elmer
197. Ixora glaucina (Teijsm. & Binn.) Kurz
198. Ixora glomeruliflora Bremek.
199. Ixora goalparensis Bremek.
200. Ixora graciliflora Benth.
201. Ixora grandifolia Zoll. & Moritzi
202. Ixora granulata Bremek.
203. Ixora grazielae Di Maio & Peixoto
204. Ixora greenwoodiana A.C.Sm.
205. Ixora griffithii Hook.
206. Ixora guillotii Hochr.
207. Ixora guineensis Benth.
208. Ixora guluensis Valeton ex Merr.
209. Ixora gyropogon Bremek.
210. Ixora hainanensis Merr.
211. Ixora hajupensis Valeton
212. Ixora hallieri Bremek.
213. Ixora hartiana De Block
214. Ixora harveyi (A.Gray) A.C.Sm.
215. Ixora havilandii Ridl.
216. Ixora hekouensis Tao Chen
217. Ixora helwigii Bremek.
218. Ixora henryi H.Lév.
219. Ixora heterodoxa Müll.Arg.
220. Ixora hiernii Scott Elliot
221. Ixora himantophylla Bremek.
222. Ixora hippoperifera Bremek.
223. Ixora homolleae Govaerts ex De Block
224. Ixora hookeri (Oudem.) Bremek.
225. Ixora hymenophylla Bremek.
226. Ixora ilocana Merr.
227. Ixora imitans Bremek.
228. Ixora inaequifolia C.B.Rob.
229. Ixora inexpecta Bremek.
230. Ixora inodora Rech.
231. Ixora insignis Chun & How ex W.Ko
232. Ixora insularum Bremek.
233. Ixora intensa K.Krause
234. Ixora intermedia Elmer
235. Ixora intropilosa Steyerm.
236. Ixora inundata Hiern
237. Ixora irosinensis Elmer
238. Ixora irwinii Delprete
239. Ixora iteaphylla Bremek.
240. Ixora iteoidea Bremek.
241. Ixora ixoroides (Guillaumin) Mouly & B.Bremer
242. Ixora jacobsonii Bremek.
243. Ixora jaherii Bremek.
244. Ixora javanica (Blume) DC.
245. Ixora johnsonii Hook.f.
246. Ixora jourdanii Mouly & J.Florence
247. Ixora jucunda Thwaites
248. Ixora junghuhnii Bremek.
249. Ixora kachinensis Deb & Rout
250. Ixora kalehensis De Block
251. Ixora kaniensis Valeton
252. Ixora karimatica Bremek.
253. Ixora katchalensis T.Husain & S.R.Paul
254. Ixora kavalliana K.Schum.
255. Ixora keenanii Deb & Rout
256. Ixora keithii Ridl.
257. Ixora kerrii Craib
258. Ixora kerstingii K.Schum. & Lauterb.
259. Ixora keyensis Warb.
260. Ixora killipii Standl.
261. Ixora kinabaluensis Stapf
262. Ixora kingdon-wardii Bremek.
263. Ixora kingstoni Hook.f.
264. Ixora kjellbergii Bremek.
265. Ixora knappiae C.M.Taylor
266. Ixora koordersii (Ridl.) Bremek.
267. Ixora korthalsiana Kurz
268. Ixora krewanhensis Pierre ex Pit.
269. Ixora kuakuensis S.Moore
270. Ixora kurziana (Teijsm. & Binn.) Kurz
271. Ixora labuanensis Bremek.
272. Ixora lacei Bremek.
273. Ixora lacuum Bremek.
274. Ixora lagenifructa De Block
275. Ixora lakshnakarae Craib
276. Ixora lancisepala Ridl.
277. Ixora laotica Pit.
278. Ixora laurentii De Wild.
279. Ixora lawsonii Gamble
280. Ixora laxiflora Sm.
281. Ixora lebangharae Bremek.
282. Ixora lecardii Guillaumin
283. Ixora ledermannii K.Krause
284. Ixora leptopus Valeton
285. Ixora letestui Pellegr.
286. Ixora leucocarpa Elmer
287. Ixora leytensis Elmer
288. Ixora liberiensis De Block
289. Ixora linggensis Bremek.
290. Ixora littoralis Merr.
291. Ixora lobbii Loudon ex King & Gamble
292. Ixora loerzingii Bremek.
293. Ixora longhanensis Tao Chen
294. Ixora longibracteata Bremek.
295. Ixora longifolia Sm.
296. Ixora longiloba Guillaumin
297. Ixora longipedicellata De Block
298. Ixora longipedunculata De Wild.
299. Ixora longipes (DC.) Zoll. & Moritzi
300. Ixora longistipula Merr.
301. Ixora lucida R.Br. ex Hook.f.
302. Ixora lunutica C.E.C.Fisch.
303. Ixora luzoniensis Merr.
304. Ixora macgregorii C.B.Rob.
305. Ixora macilenta De Block
306. Ixora macrantha (Steud.) Bremek.
307. Ixora macrocotyla Bremek.
308. Ixora macrophylla Bartl. ex DC.
309. Ixora macrosiphon Kurz
310. Ixora macrothyrsa (Teijsm. & Binn.) N.E.Br.
311. Ixora magnifica Elmer
312. Ixora makassarica Bremek.
313. Ixora malabarica (Dennst.) Mabb.
314. Ixora malaica W.Hunter
315. Ixora malayana Bremek.
316. Ixora mandalayensis Bremek.
317. Ixora mangabensis Aug.DC.
318. Ixora mangoliensis Bremek.
319. Ixora margaretae (N.Hallé) Mouly & B.Bremer
320. Ixora marquesensis F.Br.
321. Ixora marsdenii Ridl.
322. Ixora martinsii Standl.
323. Ixora masoalensis De Block
324. Ixora maxima Seem.
325. Ixora maymyensis Bremek.
326. Ixora mearnsii Merr.
327. Ixora meeboldii Craib
328. Ixora megalophylla Chamch.
329. Ixora megalothyrsa Bremek.
330. Ixora mekongensis Pit.
331. Ixora membranifolia Valeton ex Merr.
332. Ixora mentangis Bremek.
333. Ixora mercaraica T.Husain & S.R.Paul
334. Ixora merguensis Hook.f.
335. Ixora microphylla Drake
336. Ixora mildbraedii K.Krause
337. Ixora miliensis Bremek.
338. Ixora minahassae Bremek.
339. Ixora mindanaensis Merr.
340. Ixora minor (Valeton) Mouly & B.Bremer
341. Ixora minutiflora Hiern
342. Ixora miquelii Bremek.
343. Ixora mirabilis Bremek.
344. Ixora mjoebergii Merr.
345. Ixora mocquerysii Aug.DC.
346. Ixora mollirama Bremek.
347. Ixora moluccana Bremek.
348. Ixora mooreensis (Nadeaud) Fosberg
349. Ixora moszkowskii Bremek.
350. Ixora motleyi Bremek.
351. Ixora mucronata Warb.
352. Ixora muelleri Bremek.
353. Ixora myitkyinensis Bremek.
354. Ixora myriantha Merr.
355. Ixora myrsinoides A.C.Sm.
356. Ixora myrtifolia A.C.Sm.
357. Ixora namatanaica Bremek.
358. Ixora nana Robbr. & Lejoly
359. Ixora nandarivatensis Gillespie
360. Ixora narcissodora K.Schum.
361. Ixora natunensis Bremek.
362. Ixora nematopoda K.Schum.
363. Ixora neocaledonica Hochr.
364. Ixora neriifolia Jack
365. Ixora nicaraguensis Wernham
366. Ixora nicobarica Bremek.
367. Ixora nienkui Merr. & Chun
368. Ixora nigerica Keay
369. Ixora nigricans R.Br. ex Wight & Arn.
370. Ixora nimbana Schnell
371. Ixora nitens (Poir.) Mouly & B.Bremer
372. Ixora nitidula Bremek.
373. Ixora nonantha Bremek.
374. Ixora notoniana Wall. ex G.Don
375. Ixora novemnervia Lour.
376. Ixora novoguineensis Mouly & B.Bremer
377. Ixora oblongifolia Elmer
378. Ixora obtusiloba Bremek.
379. Ixora odoratiflora Valeton
380. Ixora oligantha Schltr. & K.Krause
381. Ixora ooumuensis J.Florence
382. Ixora oreogena S.T.Reynolds & P.I.Forst.
383. Ixora oresitropha Bremek.
384. Ixora orohenensis Nadeaud
385. Ixora orophila Bremek.
386. Ixora orovilleae Bremek.
387. Ixora otophora Bremek.
388. Ixora ovalifolia Bremek.
389. Ixora palawanensis Merr.
390. Ixora palembangensis Bremek.
391. Ixora pallens De Block
392. Ixora paludosa (Blume) Kurz
393. Ixora panurensis Müll.Arg.
394. Ixora paradoxalis Bremek.
395. Ixora paraopaca W.C.Ko
396. Ixora parkeri Bremek.
397. Ixora parviflora Lam.
398. Ixora patens Ridl.
399. Ixora patula Bremek.
400. Ixora pauciflora DC.
401. Ixora pauper Valeton
402. Ixora pavetta Andrews
403. Ixora peculiaris De Block
404. Ixora pedalis De Block
405. Ixora pedionoma A.C.Sm.
406. Ixora pelagica Seem.
407. Ixora pendula Jack
408. Ixora peruviana (Spruce ex K.Schum.) Standl.
409. Ixora phellopus K.Schum.
410. Ixora philippinensis Merr.
411. Ixora phulangkaensis Chamch.
412. Ixora phuluangensis Chamch.
413. Ixora pierrei Merr.
414. Ixora pilosa Merr.
415. Ixora pilosostyla Di Maio & Peixoto
416. Ixora piresii Steyerm.
417. Ixora platythyrsa Baker
418. Ixora polita (Miq.) Boerl.
419. Ixora polyantha Wight
420. Ixora polycephala Bremek.
421. Ixora potaroensis Steyerm.
422. Ixora praestans Bremek.
423. Ixora praetermissa De Block
424. Ixora predeepii Balan & S.Harikr.
425. Ixora princeps G.Nicholson
426. Ixora prolixa A.C.Sm.
427. Ixora pseudoacuminata Deb & Rout
428. Ixora pseudoamboinica (Korth.) Kuntze
429. Ixora pseudojavanica Bremek.
430. Ixora pubescens Willd.
431. Ixora pubiflora DC.
432. Ixora pubifolia A.C.Sm.
433. Ixora pubigera Pit.
434. Ixora pubirama Bremek.
435. Ixora pudica Baker
436. Ixora pueuana Govaerts
437. Ixora pyrantha Bremek.
438. Ixora pyrrhostaura Bremek.
439. Ixora quadrilocularis De Block
440. Ixora raiateensis J.W.Moore
441. Ixora raivavaensis Fosberg
442. Ixora rakotonasoloi De Block
443. Ixora rangonensis Bremek.
444. Ixora ravikumarii Kottaim.
445. Ixora recurva (Roxb.) Kurz
446. Ixora reducta Drake ex Guédès
447. Ixora reticulata (Blume) Boerl.
448. Ixora reynaldoi Banag
449. Ixora rhododactyla Bremek.
450. Ixora richardi-longii Govaerts
451. Ixora richardiana Müll.Arg.
452. Ixora ridsdalei Mouly & B.Bremer
453. Ixora riparum K.Krause
454. Ixora ripicola De Block
455. Ixora rivalis Valeton
456. Ixora robinsonii Ridl.
457. Ixora roemeri Bremek.
458. Ixora romburghii Bremek.
459. Ixora rosacea Perr.
460. Ixora roseituba Bremek.
461. Ixora rubrinervis Bremek.
462. Ixora rufa Müll.Arg.
463. Ixora rugosirama Bremek.
464. Ixora rugulosa Wall. ex Kurz
465. Ixora ruttenii Bremek.
466. Ixora sabangensis Bremek.
467. Ixora salicifolia (Blume) DC.
468. Ixora salwenensis Bremek.
469. Ixora samarensis Merr.
470. Ixora sambiranensis Homolle ex Guédès
471. Ixora samoensis A.Gray
472. Ixora sandwithiana Steyerm.
473. Ixora saulierei Gamble
474. Ixora scandens Bremek.
475. Ixora scheffleri K.Schum. & K.Krause
476. Ixora schlechteri Bremek.
477. Ixora schomburgkiana Benth.
478. Ixora scortechinii King & Gamble
479. Ixora seretii De Wild.
480. Ixora sessililimba Merr.
481. Ixora setchellii Fosberg
482. Ixora siamensis Wall. ex G.Don
483. Ixora siantanensis Bremek.
484. Ixora silagoensis Manalastas, Banag & Alejandro
485. Ixora simalurensis Bremek.
486. Ixora siphonantha Oliv.
487. Ixora sivarajiana Pradeep
488. Ixora smeruensis Bremek.
489. Ixora solomonensis (Ridsdale) Mouly & B.Bremer
490. Ixora solomonensium Bremek.
491. Ixora somosomaensis Gillespie
492. Ixora sparsiflora Elmer
493. Ixora sparsifolia K.Krause
494. Ixora spathoidea F.Br.
495. Ixora spectabilis Wall. ex G.Don
496. Ixora spirei Pit.
497. Ixora spruceana Müll.Arg.
498. Ixora st-johnii Fosberg
499. Ixora steenisii Bremek.
500. Ixora stenophylla (Korth.) Kuntze
501. Ixora stenothyrsa Bremek.
502. Ixora stenura Bremek.
503. Ixora stipulata (Vell.) Müll.Arg.
504. Ixora stokesii F.Br.
505. Ixora storckii Seem.
506. Ixora subauriculata Bremek.
507. Ixora subsessilis Wall. ex G.Don
508. Ixora sulaensis Bremek.
509. Ixora sumbawensis Bremek.
510. Ixora symphorantha Bremek.
511. Ixora synactica De Block
512. Ixora syringiflora (Schltdl.) Müll.Arg.
513. Ixora tahuataensis Mouly & J.Florence
514. Ixora talaudensis Bremek.
515. Ixora tanzaniensis Bridson
516. Ixora tavoyana Bremek.
517. Ixora temehaniensis J.W.Moore
518. Ixora temptans Bremek.
519. Ixora tenelliflora Merr.
520. Ixora tengerensis Bremek.
521. Ixora tenuiflora Roxb.
522. Ixora tenuipedunculata Merr.
523. Ixora tenuis De Block
524. Ixora thwaitesii Hook.f.
525. Ixora tibetana Bremek.
526. Ixora tidorensis (Miq.) Bremek.
527. Ixora tigriomustax Bremek.
528. Ixora timorensis Decne.
529. Ixora treubii Bremek.
530. Ixora triantha Volkens
531. Ixora trichandra Bremek.
532. Ixora trichobotrys Merr.
533. Ixora trichocalyx Hochr.
534. Ixora trilocularis (Balf.f.) Mouly & B.Bremer
535. Ixora trimera Guédès
536. Ixora tsangii Merr. ex H.L.Li
537. Ixora tubiflora A.C.Sm.
538. Ixora tunicata Bremek.
539. Ixora uahukaensis Lorence & W.L.Wagner
540. Ixora uapouensis Lorence & W.L.Wagner
541. Ixora umbellata Valeton
542. Ixora umbricola Bremek.
543. Ixora undulata Roxb. ex Sm.
544. Ixora upolensis Rech.
545. Ixora urophylla Bremek.
546. Ixora valetoniana Mouly & B.Bremer
547. Ixora vandersticheleorum Govaerts
548. Ixora vaughanii (Verdc.) Mouly & B.Bremer
549. Ixora venezuelica Steyerm.
550. Ixora venulosa Benth.
551. Ixora versteegii Bremek.
552. Ixora verticillata (Vell.) Müll.Arg.
553. Ixora vieillardii Guillaumin
554. Ixora vinniei ined.
555. Ixora violacea Lour.
556. Ixora vitiensis A.Gray
557. Ixora whitei S.Moore
558. Ixora winkleri Bremek.
559. Ixora woodii Bremek.
560. Ixora yaouhensis Schltr.
561. Ixora yavitensis Steyerm.
562. Ixora ysabellae Bremek.
563. Ixora yunckeri A.C.Sm.
564. Ixora yunnanensis Hutch.
565. Ixora zollingeriana Bremek.